# Texelspitze
Die Texelspitze (italienisch Cima Tessa) ist mit einer Höhe von 3318 m s.l.m. der zweithöchste Berg der Texelgruppe (Gruppo di Tessa) in den südlichen Ötztaler Alpen in Südtirol. Die Texelspitze ist eine flache Pyramide, die nach Norden und Nordwesten lange Grate entsendet. Touristisch wurde sie zuerst durch Theodor Petersen bestiegen, der zwischen 1869 und 1894 Vorstand der Sektion Frankfurt am Main des Deutschen Alpenvereins war, gemeinsam mit dem Bergführer Alois Ennemoser und dem Schafhirten Josef Hellriegl.

## Lage und Umgebung

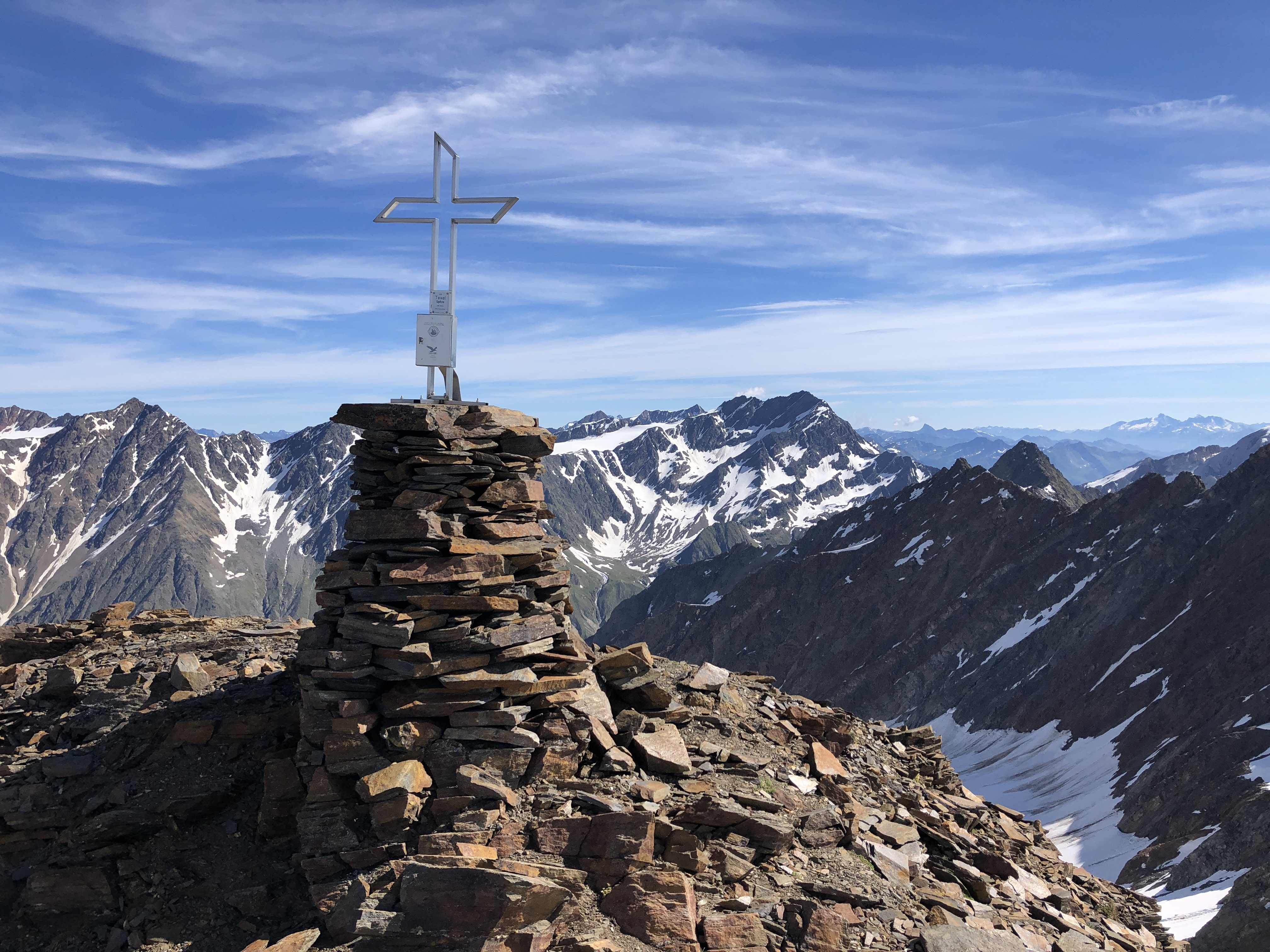
Gipfelkreuz auf der Texelspitze, Blick leicht nach Nordost

Die Texelspitze liegt etwa fünf Kilometer Luftlinie nordöstlich von Karthaus (1327 m) im Schnalstal. Sie ist Teil des Naturparks Texelgruppe. Im Norden und Osten der Spitze liegen die Reste ehemaliger Gletscher, die im Zuge der Globalen Erwärmung fast verschwunden sind. Im Norden liegt der Texelferner und im Südosten der Blaulackenferner. Benachbarte Gipfel sind im Verlauf des Nordostgrats, getrennt durch ein auf 3175 Metern Höhe gelegenes Joch, das Roteck, mit 3337 Metern der höchste Berg der Texelgruppe. Im Süden liegt die 3173 Meter hohe Blaulackenspitze und im Nordwesten, am Ende des zweieinhalb Kilometer langen Nordwestgrats, der 2783 Meter hohe Kaserberg, oberhalb vom Vorderkaser im Pfossental.

## Geologie
Die Texelspitze gehört geologisch gesehen zum Schneeberger Zug, einer aus grauen, mineralreichen Glimmerschiefern bestehenden Schieferzone, die sich vom Westrand der Texelgruppe bis nach Sterzing erstreckt. Häufig, und in großen Individuen vorhanden, sind Minerale der Granatgruppe. Aber auch Bergkristall, Epidot, Hornblende, Kalzit und Marmor sind ebenfalls stellenweise zu finden. Das Grundmaterial der Texelspitze, der Glimmerschiefer, wird leicht erodiert. Daher hat der Berg die für die eher schroffen Ötztaler Alpen untypische flache Form einer gerundeten Pyramide.

## Stützpunkt und Besteigung
Der Weg Petersens und seiner Gefährten im Jahr 1871 führte von der Rableidalm im nördlichen Teil des Pfossentals aus in südlicher Richtung durch das Alplatschertal und über den damals noch vorhandenen, steilen Alplatscherferner, den man mittels Stufenschlagen überwand. Auf dem Gipfel errichteten die Führer ein Steinmännchen als Zeichen für diese Erstbesteigung. Der Abstieg erfolgte dann in östlicher Richtung ins Zieltal, wo sich heute die Lodnerhütte befindet, und weiter hinunter nach Partschins. Man brauchte für die gesamte Tour 15 Stunden. Der heutige Normalweg verläuft von der Lodnerhütte auf 2262 Metern Höhe gelegen, westwärts über die Reste des Blaulackenferners und durch die Südostwand der Texelspitze zum Gipfel. Der Weg führt über lange Strecken über Schutt und Schrofen. Die Gehzeit von der Lodnerhütte aus beträgt laut Literatur 4½ Stunden. Im oberen Bereich gibt es leichte Kletterstellen im Schwierigkeitsgrad UIAA I.

## Name
Wie bei vielen anderen Bergen ist auch im Fall der Texelspitze der Name von einem darunter liegenden Gelände „aufgewandert“, hier von einem kleinen Seitental des Pfossentals, wo eine Bergweide namens Texelleit und eine Felswand namens Texelwandl belegt sind. Der Ursprung von Texel ist unklar. Vorgeschlagen wurden eine Verbindung zum Dialektwort Taasn („Fichtenzweige“, eventuell vorrömischen Ursprungs) oder zu einem Texl genannten Werkzeug, einer von Zimmerern für spezielle Arbeiten benutzten Hacke. In letzterem Fall wäre der Name durch einen Vergleich des Texelwandls mit diesem Arbeitsgerät motiviert.
Die Texelgruppe wurde um die Mitte des 19. Jahrhunderts nach der Texelspitze benannt. Der Name soll von Peter Karl Thurwieser geprägt worden sein, der bei seiner Besteigung des Similaun die Texelspitze als dominanten Hauptgipfel der Gebirgsgruppe identifizierte anstatt des etwas höhener Rotecks.